# Jahangir Kosari
Jahangir Kosari (Perzisch: جهانگیر کوثری) (Teheran, december 1950/51) is een Iraans filmproducent, filmregisseur en voetbalverslaggever.

## Levensloop
Hij studeerde aan de faculteit voor theaterkunsten van de universiteit van Teheran en behaalde hier een bachelorgraad in filmregie.
Sinds circa 1971/72 is hij actief in de filmwereld en produceerde hij aanvankelijk korte films en documentaires. Later produceerde hij ook speelfilms. Tientallen van zijn films werden bekroond tijdens internationale filmfestivals. Daarnaast werkte hij jarenlang als voetbalverslaggever op televisie.
Sinds 1980 is hij getrouwd met filmproducent en regisseur Rakhshan Bani-Etemad. Zij zijn de ouders van actrice Baran Kosari.

## Filmografie
Kosari produceerde onder meer de volgende films. Meerdere van zijn films kennen een Engelse titel. Hier zijn slechts de betekenissen in het Nederlands gegeven.
- 1992: Nargess
- 1998: Banoo-ye Ordibehesht (mei-dame)
- 2000: Dakhtaran-e khorshid (dochters van de zon)
- 2001: Zir-e Pust-e Shahr (onder de huid van de stad)
- 2002: Ruzegar-e ma (onze tijden - documentaire)
- 2004: Gilane
- 2005: Yek shab
- 2006: Asr e-Jome (vrijdag avond)
- 2006: Be ahestegi... (geleidelijk...)
- 2006: Khunbazi (hoofdspoorlijn)
- 2011: Sout-e payan